# Championnat de Croatie de basket-ball
Le Championnat de Croatie de basket-ball (en croate : Premijer liga) également nommé Hrvatski Telekom Premijer liga pour des raisons de parrainage, est une compétition de basket-ball qui représente en Croatie le sommet de la hiérarchie du basket-ball. La seconde division croate est la Prva muška liga. Le championnat de Croatie de basket-ball existe depuis 1991.

## Principe
Ce championnat regroupe les quatorze meilleures équipes croates. La première partie de la saison consiste en une poule de 10 équipes se rencontrant chacune à deux reprises (un match à domicile et un match à l'extérieur). Pour la seconde partie de la saison, les équipes sont divisées en deux groupes : le "groupe championnat" et le "groupe relégation".
Le groupe championnat est constitué des quatre premières équipes de la première phase et des quatre équipes ayant participé à la ligue adriatique. Ces huit équipes s'affrontent chacune à deux reprises (un match à domicile et un match à l'extérieur). Les quatre premiers de cette seconde phase s'affrontent lors de playoffs. Les demi-finales se jouent au meilleur des trois matchs, tandis que la finale se joue au meilleur des cinq matchs.
Le "groupe relégation" est composé des équipes classées de la cinquième à la dixième place de la première phase. Les six équipes s'affrontent chacune à quatre reprises (deux matchs à domicile et deux matchs à l'extérieur). Le sixième est relégué en A2 Liga et est remplacé par le premier du tour de promotion issu de l'A2 Liga, tandis que le cinquième affronte lors d'un match aller-retour le deuxième du tour de promotion. Le vainqueur ayant le meilleur score cumulé sur ces deux matchs est alors promu en A1 Liga.

## Palmarès
| Saison    | Champions                                       | Score                                           | Finalistes                                      |
| --------- | ----------------------------------------------- | ----------------------------------------------- | ----------------------------------------------- |
| 1991-1992 | Cibona Zagreb                                   | 2–1                                             | KK Zadar                                        |
| 1992-1993 | Cibona Zagreb                                   | 3–1                                             | Slobodna Dalmacija                              |
| 1993-1994 | Cibona Zagreb                                   | 3–0                                             | Croatia Osiguranje Split                        |
| 1994-1995 | Cibona Zagreb                                   | 3–1                                             | Zrinjevac                                       |
| 1995-1996 | Cibona Zagreb                                   | 3–1                                             | Croatia Osiguranje Split                        |
| 1996-1997 | Cibona Zagreb                                   | 3–1                                             | Croatia Osiguranje Split                        |
| 1997-1998 | Cibona Zagreb                                   | 3–1                                             | KK Zadar                                        |
| 1998-1999 | Cibona Zagreb                                   | 3–1                                             | KK Zadar                                        |
| 1999-2000 | Cibona VIP                                      | ?                                               | KK Zadar                                        |
| 2000-2001 | Cibona Zagreb                                   | 3–0                                             | KK Split                                        |
| 2001-2002 | Cibona Zagreb                                   | 2–0                                             | KK Zadar                                        |
| 2002-2003 | KK Split                                        | 2–0                                             | Cibona Zagreb                                   |
| 2003-2004 | Cibona Zagreb                                   | 3–1                                             | KK Zadar                                        |
| 2004-2005 | KK Zadar                                        | 3–2                                             | Cibona Zagreb                                   |
| 2005-2006 | Cibona Zagreb                                   | 2–1                                             | KK Zadar                                        |
| 2006-2007 | Cibona Zagreb                                   | 3–2                                             | KK Zadar                                        |
| 2007-2008 | KK Zadar                                        | 3–2                                             | KK Split                                        |
| 2008-2009 | Cibona Zagreb                                   | 3–1                                             | KK Zadar                                        |
| 2009-2010 | Cibona Zagreb                                   | 3–2                                             | KK Zadar                                        |
| 2010-2011 | Zagreb CO                                       | 3–0                                             | Cedevita Zagreb                                 |
| 2011-2012 | Cibona Zagreb                                   | 3–1                                             | Cedevita Zagreb                                 |
| 2012-2013 | Cibona Zagreb                                   | 3–0                                             | KK Zadar                                        |
| 2013-2014 | Cedevita Zagreb                                 | 3–0                                             | Cibona Zagreb                                   |
| 2014-2015 | Cedevita Zagreb                                 | 3–1                                             | Cibona Zagreb                                   |
| 2015-2016 | Cedevita Zagreb                                 | 3–0                                             | Cibona Zagreb                                   |
| 2016-2017 | Cedevita Zagreb                                 | 3–2                                             | Cibona Zagreb                                   |
| 2017-2018 | Cedevita Zagreb                                 | 3–1                                             | Cibona Zagreb                                   |
| 2018-2019 | Cibona Zagreb                                   | 4–0                                             | Cedevita Zagreb                                 |
| 2019-2020 | non attribué pour cause de pandémie de Covid-19 | non attribué pour cause de pandémie de Covid-19 | non attribué pour cause de pandémie de Covid-19 |
| 2020-2021 | KK Zadar                                        | 3–2                                             | KK Split                                        |
| 2021-2022 | Cibona Zagreb                                   | 3–2                                             | KK Zadar                                        |
| 2022-2023 | KK Zadar                                        | 3-0                                             | KK Split                                        |
| 2023-2024 | KK Zadar                                        | 3–2                                             | KK Split                                        |
| 2024-2025 | KK Zadar                                        | 3–1                                             | KK Split                                        |

## Bilan par club
| Club            | Champions | Finalistes | Années de victoires |
| --------------- | --------- | ---------- | --- |
| Cibona Zagreb   | 20        | 7          | 1992, 1993, 1994, 1995, 1996, 1997, 1998, 1999, 2000, 2001, 2002, 2004, 2006, 2007, 2009, 2010, 2012, 2013, 2019, 2022 |
| KK Zadar        | 6         | 12         | 2005, 2008, 2021, 2023, 2024, 2025                                                                                     |
| Cedevita Zagreb | 5         | 3          | 2014, 2015, 2016, 2017, 2018                                                                                           |
| KK Split        | 1         | 10         | 2003 |
| KK Zagreb       | 1         | 0          | 2011 |
| KK Zrinjevac    | 0         | 1          | |